# Bílčice
Bílčice (în germană Heidenpiltsch) este o comună și un sat în districtul Bruntál din regiunea Moravia-Silezia din Republica Cehă. Are o populație de aproximativ 200 de locuitori.

## Diviziuni administrative
Bílčice este alcătuit din două diviziuni administrative (populația este între paranteze conform recensământului din 2021):
- Bílčice (186)
- Májůvka (22)

## Galerie

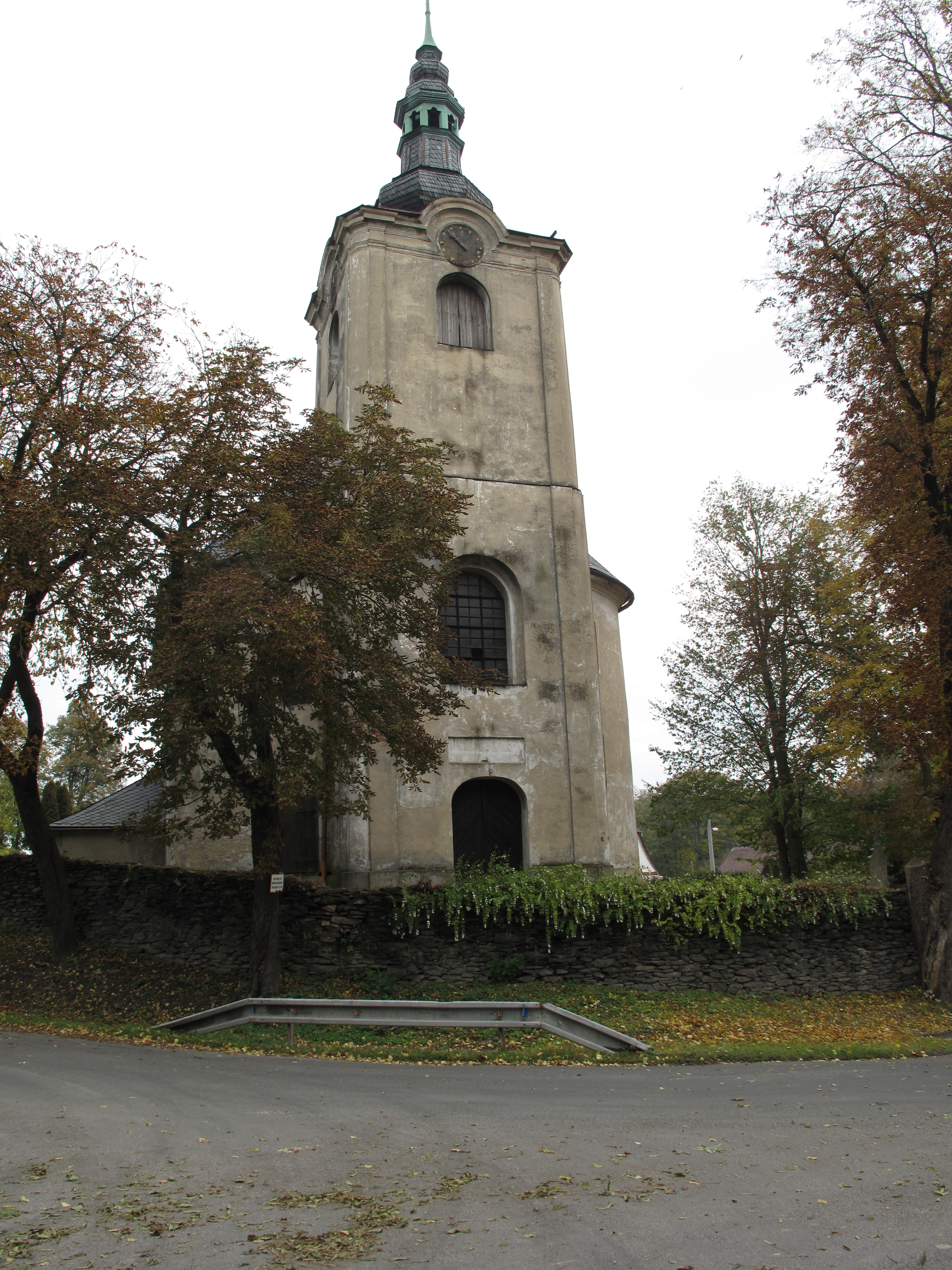
Biserica „Sfânta Margareta”
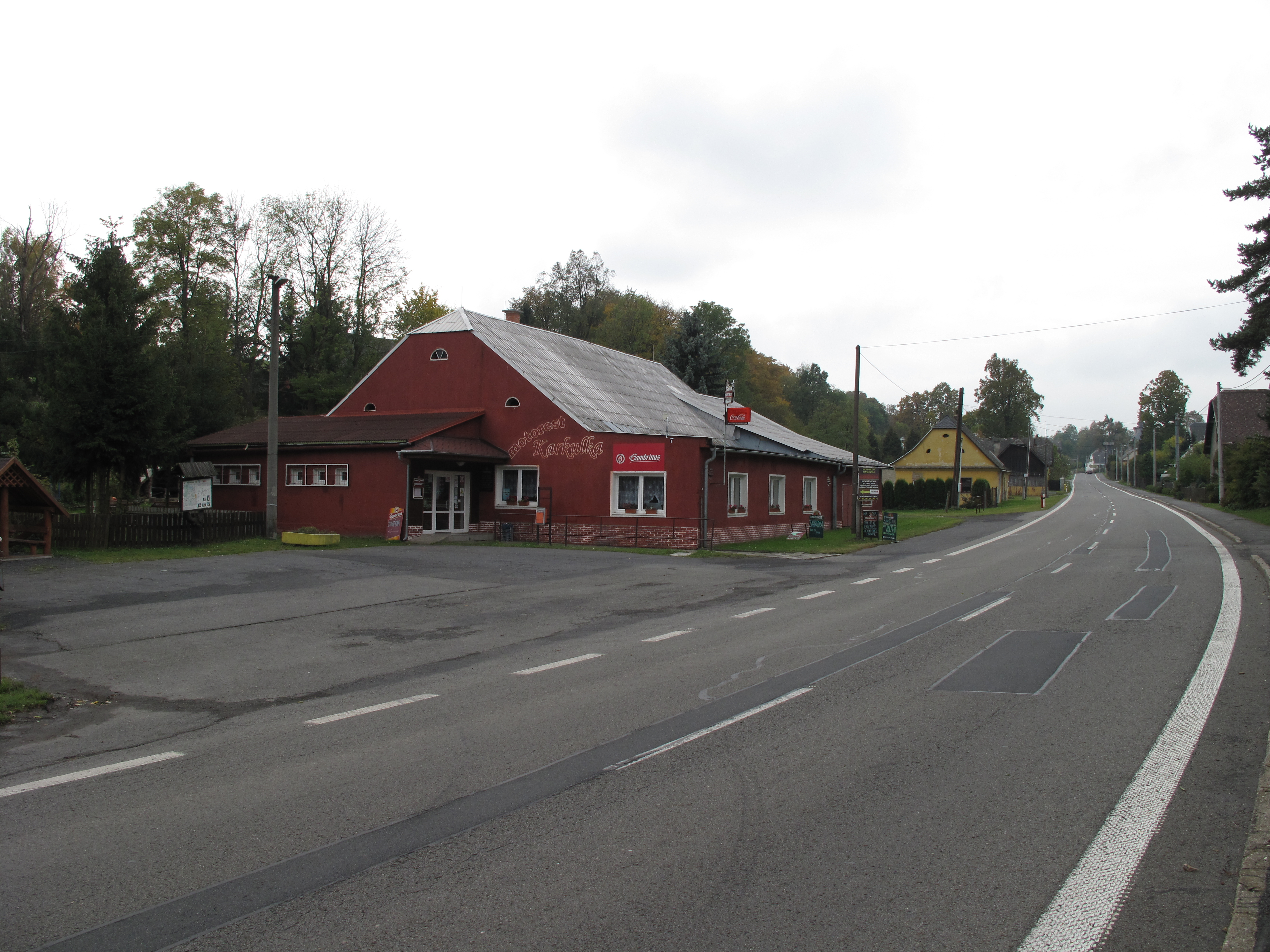
Drumul principal
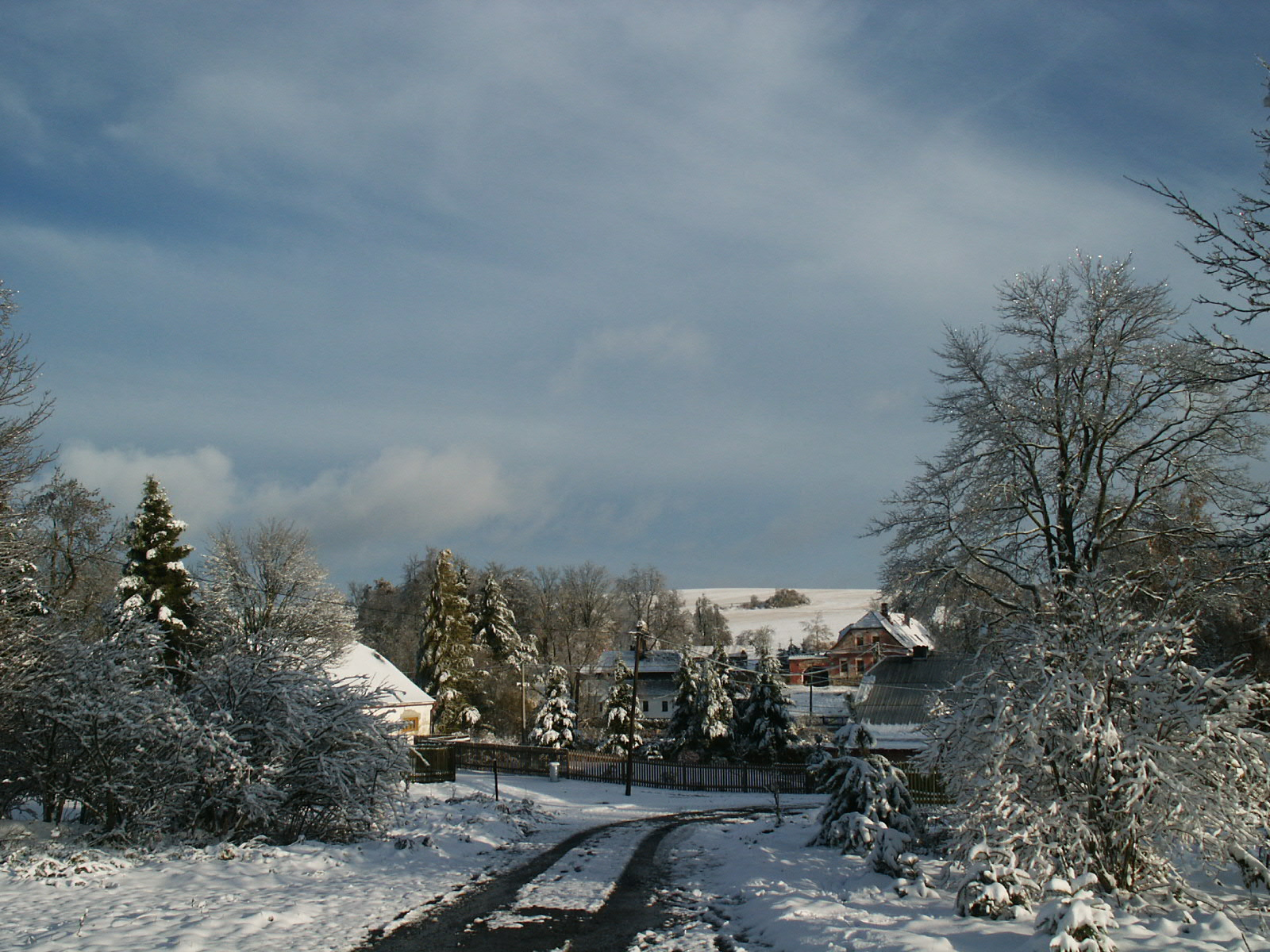
Májůvka, o parte din comuna Bílčice